# Мутнаевока
«Мутнаево́ка» — белорусская группа, исполняющая песни на белорусском языке. Создана в 2005 году в Минске. Музыкальное направление включает в себя альтернативный рок, авангард-рок, пост-панк.

## История
Выход дебютного альбома «Пошлы гламур» в 2010 году стал отправной точкой в творчестве группы. Помимо этого альбома, в дискографию группы входят ЕР «Усе мае сябры» (2011), ЕР «Ліхаманка» (2012) и ЕР «Апантаны» (2014).
С 2014 года с группой вместо директора клуба «Re:Public» Андрея Старцева начинает работать продюсер Анна Маркевич, которая в дальнейшем становится директором коллектива. 16 мая 2014 года музыканты «Мутнаевока» презентовали свой второй студийный альбом под названием «Дзень Незалежнасьці», который вошёл в 10-ку лучших альбомов 1-го полугодия по мнению портала Experty.by.
В мае 2015 года группа выпускает макси-сингл «Голыя танцы». В 2016 году релиз отмечается музыкальной премией «Даём рады» как лучший сингл 2015 года.
«Мутнаевока» выступали на одной сцене с такими музыкантами, как «Сегодня Ночью», Noize MC, «Animal Джаz» и «Вопли Видоплясова». В сентябре 2013 года вышли на сцену Дворца спорта вместе с финской рок-группой «The Rasmus». 1 декабря 2015 года — «разогрели» британскую группу Carl Barât & The Jackals в столичном клубе «Re:Public».
Первые представители Беларуси на фестивале «Соседний мир» (2011, Украина), участники фестивалей «Жывы гук on-line» (2009, 2013 Беларусь), «Рок Млын» (2011, Беларусь), «Мотор байк-фест» (2011, 2012 Беларусь), а также «Рок за бобров» (2010, Беларусь), где заняли 3-е место в конкурсе «Движение за освежение». В 2015 году группа «Мутнаевока» приняла участие в рок-фестивале в городе Логойск, а также стала победителем конкурса и открыла фестиваль GreenFest.
В 2014 году вышел первый профессиональный клип группы, «Апантаны».
В июле 2016 года группа выступили на крупнейшем белорусском фестивале «Рок за бобров» на аэродроме Боровая, а также на фестивале «Lidbeer».
В апреле 2016 года группа «Мутнаевока» представила Беларусь и выступила в рамках тематического белорусского шоукейса на музыкальной конференции Colisium Music Week в Санкт-Петербурге.

## Состав

### Актуальный состав
- Евгений Змушко: вокал
- Василий Сидорок: гитара
- Александр Ковалев: ударные
- Александр Ильин: бас

### Бывшие участники
- Александр Белов
- Антон Чернышов
- Виталий Королец
- Филипп Дылевский
- Павел Волков
- Алексей Ефременко
- Кирилл Тараненко
- Василий Ермоленко

## Дискография

### Студийные альбомы
- «Пошлы гламур» (2010)[13][14]
- «Дзень Незалежнасьці» (2014)[15][16]
- «Метро» (2018)
- «Антыдэпрэсанты» (2024)

### Синглы
- «Усе мае сябры» (2011)
- «Ліхаманка» (2012)[17]
- «Апантаны» (2014)[18]
- «Голыя танцы» (2015)[19]
- «Лініі» (2019)
- «Соль на свята» (2021)

## Видеография
- 2012 — Саўндтрэк
- 2014 — Апантаны